# Kostel Nejsvětějšího Srdce Ježíšova (Machnín)
Římskokatolický filiální kostel Nejsvětějšího Srdce Ježíšova (Božského srdce Páně) v Machníně je moderní sakrální stavba.

## Popis

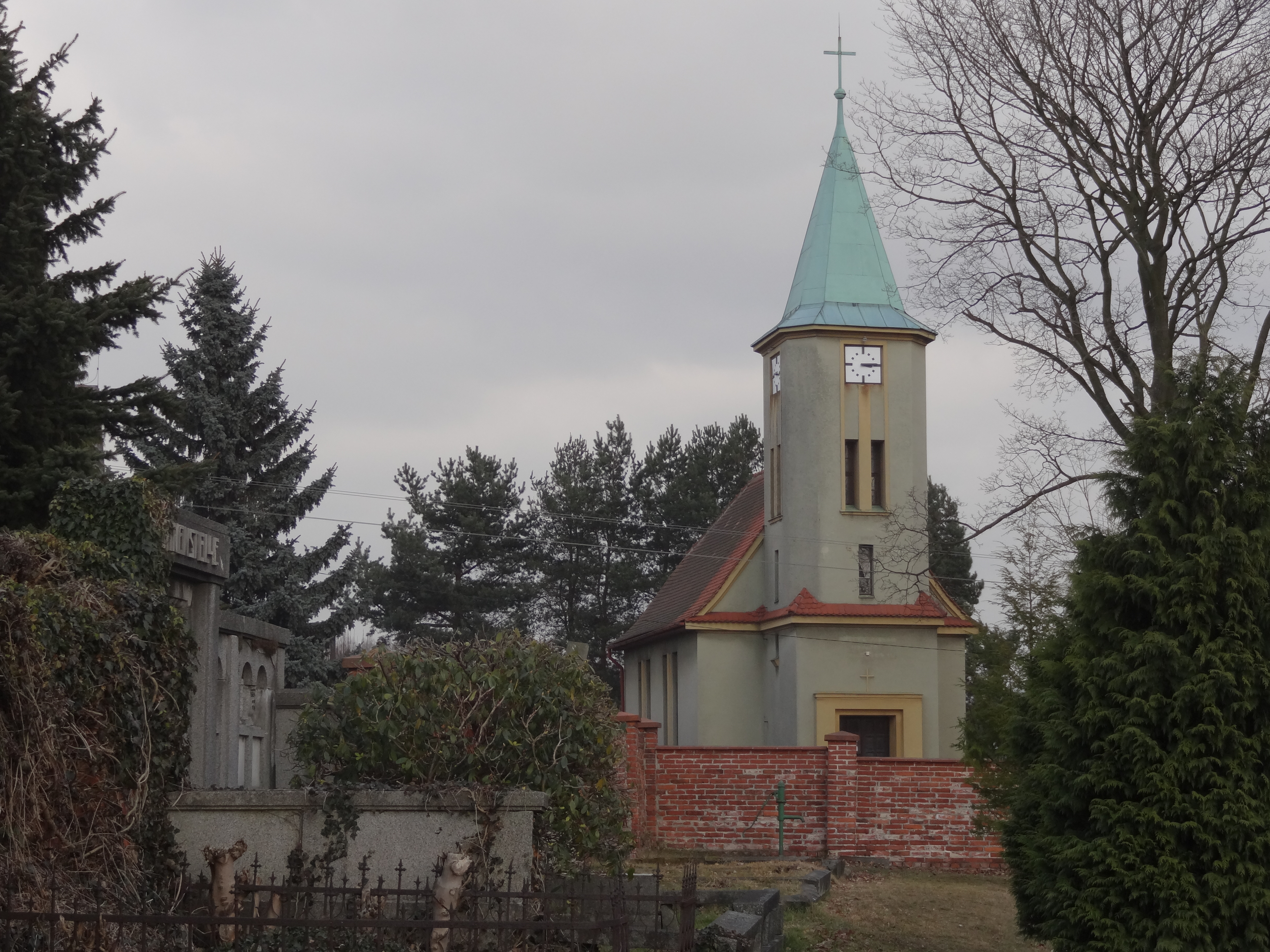
Kostel v Machníně ze hřbitova

Kostel pochází od stavitele J. Seibta. Je jednolodní, klenutý. Má západní hranolovou věž a apsidu. Omítku má cementovou. Vnitřní zařízení kostela je novodobé. Poblíž kostela je hřbitov.
Prostředky na stavbu byly opatřeny sbírkou v širém okolí, pozemek zčásti daroval a zčásti prodal místní mlynář Wagner. 2. 5. 1932 položen základní kámen. Ke stavbě bylo použito cihel z Hrádku nad Nisou, tesařské práce provedli Ernst Prokop a Herman Seibt, vymalování se ujal místní malíř Adolf Hildebrand. Slavnostní vysvěcení litoměřickým kanovníkem Antonínem Wagnererm proběhlo 4. června 1933. Už předtím byly vysvěceny tři zvony, ulité chomutovskou firmou Herdel, které ovšem nepřežily válku. Dnes se zvoní malým zvonem z kaple na Bedřichovce. Obraz Panny Marie, malovaný na dřevě, věnoval frýdlantský rodák Heinrich Demuth. Kostel byl naposled vymalován roku 1975 a současně s tím byl upraven interiér.
V letech 1920-21 zřídili členové Německého tělocvičného spolku před hřbitovem mramorový obelisk na památku padlých v první světové válce. V roce 1925 byl založen urnový háj.